# Anaïs Brèche
Anaïs Brèche, née le 27 novembre 2000, est une trampoliniste française. 

## Carrière
Elle est championne de France senior en 2017. 
Elle remporte l'argent par équipes aux Championnats d'Europe de trampoline 2018.
Aux Championnats d'Europe 2021 à Sotchi, elle remporte la médaille de bronze par équipes avec Marine Jurbert, Marine Prieur et Léa Labrousse ; elle se fait une grosse entorse lors des qualifications qui la contraint à ne pas participer à la finale.
Aux Championnats du monde de trampoline 2023 à Birmingham, Anaïs Brèche remporte la médaille d'argent en trampoline par équipes avec Léa Labrousse, Laura Paris et Cléa Brousse.